# Kategoria e Dytë
De Kategoria e Dytë is het derde niveau van het voetbal in Albanië. De competitie is opgericht in 1960 en is onderdeel van de Albanese voetbalbond, de FSHF.

## Geschiedenis
Vanaf de oprichting van de competitie in 1960 tot en met 2003 heette de competitie nog de Tweede Divisie. Sindsdien is de competitie verder gegaan onder de huidige naam. De competitie bestaat uit 23 teams die zijn opgedeeld in de groepen "A" en "B". Beide groepen zijn op geografische wijze ingedeeld. De winnaars van beide groepen promoveren direct naar de Kategoria e Parë en spelen voor de kampioenstitel op neutrale grond een finalewedstrijd tegen elkaar. De twee ploegen in iedere groep die als laatste zijn geëindigd degraderen direct naar de Kategoria e Tretë.

## Kampioenen
| Jaar      | Kampioen                            | Tweede                |
| --------- | ----------------------------------- | --------------------- |
| 1960      | Ylli i Kuq (1)                      |                       |
| 1961      | Butrinti (1)                        |                       |
| 1962      | Erzeni (1)                          |                       |
| 1963      | Punëtori (1)                        |                       |
| 1964      | Tërbuni (1)                         |                       |
| 1965      | Punëtori (2)                        |                       |
| 1966      | Tërbuni (2)                         |                       |
| 1967      | Përparami (1)                       |                       |
| 1968      | 22 Tetori (1)                       |                       |
| 1969-1973 | Geen titel uitgereikt               | Geen titel uitgereikt |
| 1974      | 24 Maji (1)                         | Gramozi               |
| 1975      | Himarë (1)                          | Industriale           |
| 1976      | Minatori (1)                        | 5 Shtatori            |
| 1977      | Përparami (2)                       | 10 Korriku            |
| 1978      | Korabi (1)                          | Kastrioti             |
| 1979      | Shkumbini (1)                       | Punëtori              |
| 1980      | Butrinti (2)                        | Tërbuni               |
| 1981      | Erzeni (2)                          | Minatori              |
| 1982      | Përparami (3)                       | KS Delvina            |
| 1983      | Korabi (2)                          | Turbina               |
| 1984      | Sopoti (1)                          | 24 Maji               |
| 1985      | Ylli i Kuq (2)                      | 5 Shtatori            |
| 1986      | Ballsh i Ri (1)                     | Përparami             |
| 1987      | Veleçiku (1) Dajti (1) Bistrica (1) |                       |
| 1988      | Turbina (1)                         | Domosdova             |
| 1989      | Selenica (1)                        | Sopoti                |
| 1990-1991 | Geen titel uitgereikt               | Geen titel uitgereikt |
| 1992      | Rubiku (1)                          | ShBO Tiranë           |
| 1993-1995 | Geen titel uitgereikt               | Geen titel uitgereikt |
| 1996      | Porto Shëngjin (1)                  | Plugu                 |
| 1997      | Geen titel uitgereikt               | Geen titel uitgereikt |
| 1998      | Everest (1)                         | Divjaka               |
| 1999      | Ilir Viking (1)                     | Çlirimi               |
| 2000      | Këlcyra (1)                         | /                     |
| 2001      | Veleçiku (2)                        | Domosdova             |
| 2002      | Albania Fushë Kuqe (1)              | Bubullima             |
| 2003      | Partizani B (1)                     | Çakrani               |
| 2004      | Kastrioti (1)                       | Pogradeci             |
| 2005      | Turbina (2)                         | Minatori              |
| 2006      | Burreli (1)                         | Devolli               |
| 2007      | Bylis (2)                           | Dajti                 |
| 2008      | Gramozi (1)                         | KS Tërbuni Pukë       |
| 2009      | Memaliaj (1)                        | Gramshi               |
| 2010      | Vlora (1)                           | Adriatiku             |
| 2011      | Kukësi (4)                          | Himarë                |
| 2012      | KS Tërbuni Pukë (3)                 | Partizan              |
| 2013      | Albpetrol (3)                       | Veleçiku              |
| 2014      | Iliria (1)                          | Sopoti                |
| 2015      | Gramshi (1)                         | Korabi                |
| 2016      | Tomori (1)                          | Shënkolli             |
| 2017      | KS Egnatia (1)                      | Naftëtari             |
| 2018      | Vora (1)                            | Elbasani              |
| 2019      | KS Tërbuni Pukë (4)                 | Devolli               |
| 2020      | Vora (2)                            | Tomori                |
| 2021      | Shkumbini (2)                       | Maliqi                |
| 2022      | Flamurtari (1)                      | Luzi                  |
| 2023      | Vora (3)                            | Elbasani              |
| 2024      | KS Pogradeci (3)                    | Valbona               |

Groep A (noord): Adriatiku · Albanët · Basania · Besëlidhja · Gramshi · Luzi · Murlani · Naftëtari · Sopoti · Tërbuni · Veleçiku

Groep B (zuid): Butrinti · Delvina · Devolli · Këlcyra · Luftëtari · Maliqi · Memaliaj · Oriku · Shkumbini · Tomori · Turbina ·
Albanese voetbalbond · Albanees voetbalelftal (mannen) · Albanees voetbalelftal (vrouwen)
Mannen
Kategoria Superiore · Kategoria e Parë · Kategoria e Dytë · Kategoria e Tretë · Albanese amateurdivisies
Albanese voetbalbeker · Supercup
 Vrouwen
Kampionati Kombëtar i Futbollit për Femra
Albanië ·
België (tot 2016 / vanaf 2016) · 
Bulgarije ·
Cyprus · 
Denemarken · 
Duitsland · 
Engeland · 
Estland · 
Finland · 
Frankrijk · 
Georgië · 
Gibraltar ·
Griekenland · 
Italië · 
Ierland · 
Kroatië · 
Luxemburg · 
Nederland · 
Noord-Ierland · 
Noord-Macedonië · 
Noorwegen · 
Oekraïne · 
Oostenrijk · 
Polen · 
Portugal · 
Roemenië · 
Rusland · 
Schotland · 
Servië · 
Slovenië · 
Slowakije · 
Spanje (tot 2021 / vanaf 2021) · 
Tsjechië (Moravië / Bohemen) ·
Turkije · 
Wales · 
Zweden · 
Zwitserland